# Wronowice (województwo lubelskie)
Wronowice – wieś w Polsce, położona w województwie lubelskim, w powiecie hrubieszowskim, w gminie Werbkowice. Leży nad rzeką Huczwą.
W latach 1975–1998 wieś należała administracyjnie do województwa zamojskiego. 
Wieś jest sołectwem w gminie Werbkowice. Według Narodowego Spisu Powszechnego (III 2011 r.) liczyła 247 mieszkańców i była trzynastą co do wielkości miejscowością gminy.
Wierni Kościoła rzymskokatolickiego należą do parafii Świętych Cyryla i Metodego w Sahryniu.

## Części wsi
| SIMC    | Nazwa    | Rodzaj    |
| ------- | -------- | --------- |
| 0905327 | Adamówka | część wsi |
| 0905333 | Kożuchy  | część wsi |
| 0905340 | Paprzyca | część wsi |
| 0905356 | Pasieka  | część wsi |

## Historia
Wronowice, w roku 1482 pisano jako Wronowycze. Wieś położona historycznie w staropolskim powiecie bełskim. W roku 1439 w dokumentach notowany jest rycerz Sdrod z Wronowa jako poręczający pożyczkę zaciągniętą u Świętosława, rządcy z Telatyna. W 1564 wieś stanowiła własność rodu Turkowickich i Nurzyńskich. Seweryn Uruski w swym herbarzu na jej ówczesnego dziedzica wskazuje Stanisława Miłoszewskiego łowczego bełskiego. Wieś posiadała podówczas 3 1/4 łana gruntów uprawnych. W 1629 Wronowice należą do Macieja Borzęckiego wojskiego bełskiego. Według Słownika geograficznego Królestwa Polskiego z roku 1895 wieś i folwark w powiecie hrubieszowskim, gminie Miętkie, parafii Tyszowice, odległe 15 wiorst od Hrubieszowa, około 1886 mają dwa młyny wodne. Według spisu miast, wsi, osad Królestwa Polskiego w roku 1827 było tu 41 domów i 237 mieszkańców. W r. 1886 dobra Wronowice składały się z folwarków Wronowice i Kożuchy oraz przyległości Leśniczówka. Rozległość dominalna wynosiła 1290 mórg w tym: gruntów ornych i ogrodów mórg 607, łąk mórg 180, pastwisk mórg 187, lasów mórg 253, nieużytków mórg 163. Budynków murowanych było 3, drewnianych 25, las nieurządzony. Wieś Wronowice posiadała wówczas osad 29 z gruntem mórg 343; wieś Kożuchy posiadały osad 9, gruntu mórg 28.

## Urodzeni w Wronowicach
- Antoni Ślósarski – polski entomolog, zoolog ewolucjonista, paleontolog i fizjograf, członek założyciel Kasy im. Józefa Mianowskiego[13].